# Alfred Bratt
Alfred Bratt (* 1891 in Wien; † 14. Juli 1918 in Berlin) war ein österreichischer Autor, Dramaturg und Lektor.

## Leben und Werk
Alfred Bratt wurde 1891 als Sohn des bekannten Wiener Hof- und Gerichtsadvokaten Jakob Bratt und von Antoinette Eisenstein in Wien geboren. Die Familie lebte im zweiten Wiener Gemeindebezirk. Mit 18 Jahren ging Alfred Bratt nach Berlin, wo er innerhalb kurzer Zeit Anschluss an die kulturelle und literarische Bohème knüpfen konnte. Bald war er ein regelmäßiger und gern gesehener Gast im Café des Westens, wo sich ein Stammtisch um Else Lasker-Schüler, Max Reinhardt, Erich Mühsam u. a. etabliert hatte. Zunächst versuchte Alfred Bratt als Schauspieler Fuß zu fassen, später war er auch als Dramaturg tätig.
Ab 1912 publizierte Alfred Bratt kurze Erzählungen in diversen Zeitungen. Während des Ersten Weltkriegs wurde er Lektor im Erich Reiß Verlag. In dieser Zeit schrieb er auch seinen ersten Roman, Die Welt ohne Hunger, der erstmals 1916 im Erich Reiß Verlag erschien. In dem Roman erzählt Bratt von dem Erfinder Alfred Bell und dessen Forschung für einen Speisewürfel, der ohne viel Aufwand und Kosten die gesamte Weltbevölkerung ernähren könnte. Das Buch wurde ein großer Erfolg; innerhalb kürzester Zeit erschienen mehrere Auflagen und Übersetzungen in diverse Sprachen. Ein weiteres Manuskript konnte er nicht mehr fertigstellen; mit 27 Jahren erkrankte Alfred Bratt an einer doppelseitigen Lungenentzündung und starb wenig später in Berlin. Nach seinem Tod geriet Die Welt ohne Hunger lange Zeit in Vergessenheit; im März 2018 erschien eine neue Ausgabe im Wiener Verlag Edition Atelier.

## Verfilmung
Die Kurzgeschichte Der Mann mit den sieben Gesichtern von Alfred Bratt wurde 1913 von der Deutschen Mutoskop- und Biograph GmbH verfilmt. Sein Buch Die Welt ohne Hunger wurde von Rudolf Dworsky 1920 filmisch umgesetzt.

## Pressestimmen
„Ein glänzender Stil, prächtige Erfindungsgabe und bildhafte Kraft zeichnen dieses Buch besonders aus.“

„Dieses Buch … hat viel mehr Gedankeninhalt als so viele andere Bücher, es steht, wenn es auch eine Utopie ist, in so vielen Belangen auf durchaus realem Boden, es befaßt sich vor allem mit einer so aktuellen Menschheitsfrage – der Welternährung –, daß man darauf rechnen darf, es werde überall jenes bedeutende Interesse wachrufen, das es verdient.“

„Ein zeitloser Roman, noch hungern mehr als 800 Millionen Menschen.“

„Literarisch hochwertig, spannend und bis heute aktuell“